# Тьягу Феррейра (футболист, 1975)
Тья́гу Алеша́ндре Бапта́ста Ферре́йра (порт. Tiago Alexandre Baptista Ferreira, более известный просто как Тьягу Феррейра (порт. Tiago Ferreira); род. 16 апреля 1975, Торриш-Ведраш) — португальский футболист, игравший на позиции вратаря.

## Клубная карьера
Во профессиональном футболе дебютировал в 1993 году выступлениями за команду «Лориньяненше», воспитанником которой и является. Всего в родной команде провел два сезона, приняв участие в 28 матчах чемпионата.
В 1995 году перешел в столичный «Спортинг», где стал дублёром бельгийца Филипа Де Вильде и только после его ухода в сезоне 1998/99 Тьягу стал основным вратарем, сыграв в 28 матчах Примейры. После того как летом 1999 года «лиссабонцы» приобрели датского вратаря Петера Шмейхеля, Тьягу Феррейра был отдан в аренду в «Эштрелу», где провел два сезона, пока датчанин не покинул «львов». За это время Тьягу провел за клуб из Амадоры 52 матча в национальном чемпионате.
После возвращения в «Спортинг» Тьягу Феррейра в течение двух сезонов конкурировал за место первого вратаря со сборником и участником чемпионата мира Нелсоном Перейрой, но после того как летом 2003 года в команду пришел основной вратарь сборной Рикарду Перейра, Тьягу и Нелсон стали дублерами. Даже после того как в 2006 году команду покинул Нелсон, а в 2007 и Рикарду, Тьягу Феррейра продолжил быть запасным вратарем, проиграв конкуренцию молодому Рую Патрисиу и оставался вторым или третьим вратарём вплоть до завершения игровой карьеры в июне 2012 года. За 15 сезонов в «Спортинге» он провел за команду 128 матчей во всех турнирах и стал чемпионом Португалии, а также по три раза выигрывал Кубок и Суперкубок Португалии, хотя в большинстве решающих матчей оставался на скамье запасных.

## Карьера тренера
После выхода на пенсию Тьягу начал работать тренером вратарей как в молодежной, так и в резервной командах «Спортинга». В преддверии сезона 2017/18 он был переведен в основной состав в той же роли.
Впоследствии Тьягу работал в том же качестве с командой «Портимоненсе» до 23 лет и «Шавешом». В июне 2019 года он вернулся на «Жозе Алваладе».

## Достижения

### «Спортинг»
- Чемпион Португалии: 2001/02
- Обладатель Кубка Португалии: 2001/02, 2006/07, 2007/08
- Обладатель Суперкубка Португалии: 1995, 2002, 2007, 2008